# Banatski Dvor
Banatski Dvor (izvirno srbsko Банатски Двор; madžarsko Szőlősudvarnok, nemško Rogensdorf) je naselje v Srbiji, ki upravno spada pod Občino Žitište; slednja pa je del Srednjebanatskega upravnega okraja.

## Demografija
V naselju, katerega izvirno (srbsko-cirilično) ime je Банатски Двор, živi 987 polnoletnih prebivalcev, pri čemer je njihova povprečna starost 39,7 let (38,8 pri moških in 40,6 pri ženskah). Naselje ima 429 gospodinjstev, pri čemer je povprečno število članov na gospodinjstvo 2,94.
Prebivalstvo je večinoma nehomogeno, a v času zadnjih treh popisov je opazno zmanjšanje števila prebivalcev.
|  |

| Demografija | Demografija     | Demografija     |
| Leto        | Št. prebivalcev | Št. prebivalcev |
| ----------- | --------------- | --------------- |
|             |                 |                 |
|             |                 |                 |
|             |                 |                 |
|             |                 |                 |
| 1948        | 2177            |                 |
| 1953        | 2099            |                 |
| 1961        | 1832            |                 |
| 1971        | 1629            |                 |
| 1981        | 1374            |                 |
| 1991        | 1300            | 1280            |
| 2002        | 1278            | 1263            |
|             |                 |                 |

| Etnična sestava po popisu iz leta 2002 | Etnična sestava po popisu iz leta 2002 | Etnična sestava po popisu iz leta 2002 | Etnična sestava po popisu iz leta 2002 | Etnična sestava po popisu iz leta 2002 |
| -------------------------------------- | -------------------------------------- | -------------------------------------- | -------------------------------------- | -------------------------------------- |
| Srbi                                   | Srbi                                   |                                        | 593                                    | 46,95%                                 |
| Madžari                                | Madžari                                |                                        | 509                                    | 40,30%                                 |
| Jugoslovani                            | Jugoslovani                            |                                        | 50                                     | 3,95%                                  |
| Romi                                   | Romi                                   |                                        | 30                                     | 2,37%                                  |
| Bolgari                                | Bolgari                                |                                        | 8                                      | 0,63%                                  |
| Romuni                                 | Romuni                                 |                                        | 6                                      | 0,47%                                  |
| Črnogorci                              | Črnogorci                              |                                        | 5                                      | 0,39%                                  |
| Muslimani                              | Muslimani                              |                                        | 4                                      | 0,31%                                  |
| Nemci                                  | Nemci                                  |                                        | 2                                      | 0,15%                                  |
| Čehi                                   | Čehi                                   |                                        | 1                                      | 0,07%                                  |
| Hrvati                                 | Hrvati                                 |                                        | 1                                      | 0,07%                                  |
| Neznano                                | Neznano                                |                                        | 0                                      | 0,0%                                   |